# 意味公式
意味公式（英: semantic formula）とは、中間言語語用論において発話を分析するのに使われる単位。
例えば「断り」の形式においては、どのようにして断っているのかをその意味・内容によって分類したものが意味公式である。意味公式は ⟨{[…]}⟩ によって示されることがあり、例えば「断り」の意味公式は{感謝}{理由}{代案}などと示される。